# Marie-José Pérec
Marie-José Juliana Pérec (ur. 9 maja 1968 w Basse-Terre) – francuska sprinterka, jedna z najbardziej utytułowanych lekkoatletek końca XX wieku.
Jako jedna z nielicznych przedstawicielek królowej sportu zdobyła trzy złote medale olimpijskie i wszystkie zostały wywalczone indywidualnie: w Barcelonie (1992) sięgnęła po mistrzostwo w biegu na 400 m. Cztery lata później, w Atlancie (1996) dokonała wielkiej sztuki, zdobywając złote medale zarówno na 400, jak i na 200 m.
W mistrzostwach świata dwukrotnie zwyciężała na 400 m: w 1991 i 1995. Była też dwukrotną złotą (1994 – 400 m i sztafeta 4 × 400 m) oraz brązową (1990 – 400 m) medalistką mistrzostw Europy. Trzykrotnie wygrywała Puchar Europy w lekkoatletyce (1991 – bieg na 400 m, 1995 – bieg na 400 m przez płotki oraz 1996 – bieg na 200 m). W 1989 zdobyła złoty medal podczas Halowych Mistrzostw Europy w Lekkoatletyce (bieg na 200 m Haga 1989), a w 1992 wygrała bieg na 200 m na Pucharze Świata w Lekkoatletyce rozegranym w Hawanie.
Po zakończeniu kariery przez jakiś czas mieszkała w Los Angeles. 30 marca 2010 urodziła syna, Nolana; ojcem dziecka jest narciarz Sébastien Foucras. W październiku 2012 roku została wybrana na stanowisko prezesa Lekkoatletycznej Federacji Gwadelupy.
W dniu 26 lipca 2024 podczas ceremonii otwarcia letnich Igrzysk Olimpiskich w Paryżu razem z Teddym Rinerem zapaliła znicz olimpijski.

## Osiągnięcia sportowe

### Igrzyska olimpijskie
| Miejsce | Dzień       | Rok  | Miejscowość | Konkurencja        | Czas biegu | Strata   | Zwycięzca                |
| ------- | ----------- | ---- | ----------- | ------------------ | ---------- | -------- | ------------------------ |
| 32.     | 28 września | 1988 | Seul        | bieg na 200 m      | 24,22 s    | -        | Florence Griffith-Joyner |
| 1.      | 5 sierpnia  | 1992 | Barcelona   | bieg na 400 m      | 48,83 s    | -        | -                        |
| 4.      | 8 sierpnia  | 1992 | Barcelona   | sztafeta 4 × 100 m | 42,85 s    | + 0,74 s | Stany Zjednoczone        |
| 1.      | 29 lipca    | 1996 | Atlanta     | bieg na 400 m      | 48,25 s    | -        | -                        |
| 1.      | 1 sierpnia  | 1996 | Atlanta     | bieg na 200 m      | 22,12 s    | -        | -                        |
| 6.      | 3 sierpnia  | 1996 | Atlanta     | sztafeta 4 × 100 m | 42,75 s    | + 0,80 s | Stany Zjednoczone        |

### Mistrzostwa świata
| Miejsce | Dzień       | Rok  | Miejscowość | Konkurencja        | Czas biegu  | Strata   | Zwycięzca         |
| ------- | ----------- | ---- | ----------- | ------------------ | ----------- | -------- | ----------------- |
| 1.      | 27 sierpnia | 1991 | Tokio       | bieg na 400 m      | 49,13 s     | -        | -                 |
| 5.      | 1 września  | 1991 | Tokio       | sztafeta 4 × 100 m | 43,34 s     | + 1,40 s | Jamajka           |
| 4.      | 19 sierpnia | 1993 | Stuttgart   | bieg na 200 m      | 22,20 s     | + 0,22 s | Merlene Ottey     |
| 4.      | 22 sierpnia | 1993 | Stuttgart   | sztafeta 4 × 100 m | 42,67 s     | + 1,18 s | Rosja             |
| 1.      | 8 sierpnia  | 1995 | Göteborg    | bieg na 400 m      | 49,28 s     | -        | -                 |
| 11.     | 12 sierpnia | 1995 | Göteborg    | sztafeta 4 × 400 m | 3:27,11 min | -        | Stany Zjednoczone |

### Mistrzostwa Europy
| Miejsce | Dzień       | Rok  | Miejscowość | Konkurencja        | Czas biegu  | Strata   | Zwycięzca   |
| ------- | ----------- | ---- | ----------- | ------------------ | ----------- | -------- | ----------- |
| 3.      | 29 sierpnia | 1990 | Split       | bieg na 400 m      | 50,84 s     | + 1,34 s | Grit Breuer |
| 5.      | 1 września  | 1990 | Split       | sztafeta 4 × 400 m | 3:25,16 min | + 4,14 s | NRD         |
| 1.      | 10 sierpnia | 1994 | Helsinki    | bieg na 400 m      | 50,33 s     | -        | -           |
| 1.      | 14 sierpnia | 1994 | Helsinki    | sztafeta 4 × 400 m | 3:22,34 min | -        | -           |

## Rekordy życiowe
- bieg na 100 metrów – 10,96 (Dijon, 1991)
- bieg na 200 metrów – 21,99 (Villeneuve-d’Ascq, 1993) rekord Francji
- bieg na 400 metrów – 48,25 (Atlanta, 1996) rekord Francji, były rekord olimpijski, 5. wynik w historii światowej lekkoatletyki
- Bieg na 400 metrów przez płotki – 53,21 (Zurych, 1995) aktualny rekord Francji